# Kongos
Kongos je jihoafrická hudební skupina. Její repertoár tvoří zejména alternativní rock a africký hudební styl kwaito. Působí v ní společně čtyři bratři: Johnny (akordeon, keyboard), Jesse (bicí nástroje), Daniel (kytara) a Dylan (baskytara, steel kytara a hlavní zpěvák). Skupina dostala jméno podle příjmení členů.

## Vznik skupiny
Rodiče chlapců se často stěhovali. I přes svůj řecký původ se narodili v Londýně, vyrůstali v JAR, kde navštěvovali řeckou školu Saheti v Gautengu, a od roku 1996 žijí a nahrávají v arizonském Phoenixu. Jejich otcem je hudební skladatel a zpěvák John Kongos.

## Diskografie
Jejich debutové album Kongos vydané roku 2007 dalece předčila druhá deska Lunatic vydaná roku 2011. Uspěla nejprve v JAR, když první dvě písně alba "I'm Only Joking" a "Come with Me Now" dostaly rychle do tamních hitparád. Druhá jmenovaná píseň poté uspěla i za oceánem. Zaujmula třicáté první místo v Billboard Hot 100, v rockovém žebříčku ovšem dokonce druhou pozici a v tu dobu se stala největším hitem alternativního rocku. Album získalo platinovou desku za milion prodaných kusů. V Kanadě ji dokonce popularita vyšvihla na sedmé místo a za 120 000 prodaných alb byla oceněna dokonce dvojnásobně platinovou deskou.

Píseň "Come with Me Now" se stala úvodní písní filmu Holy Motors a používala ji jako za show Extrémní pravidla také světová společnost wrestlerů.
Také zazněla ve filmu Expendables 3 (Postradatelní 3).

## Videoklipy
- Come with me now
- I'm only joking